# Península de Onsala

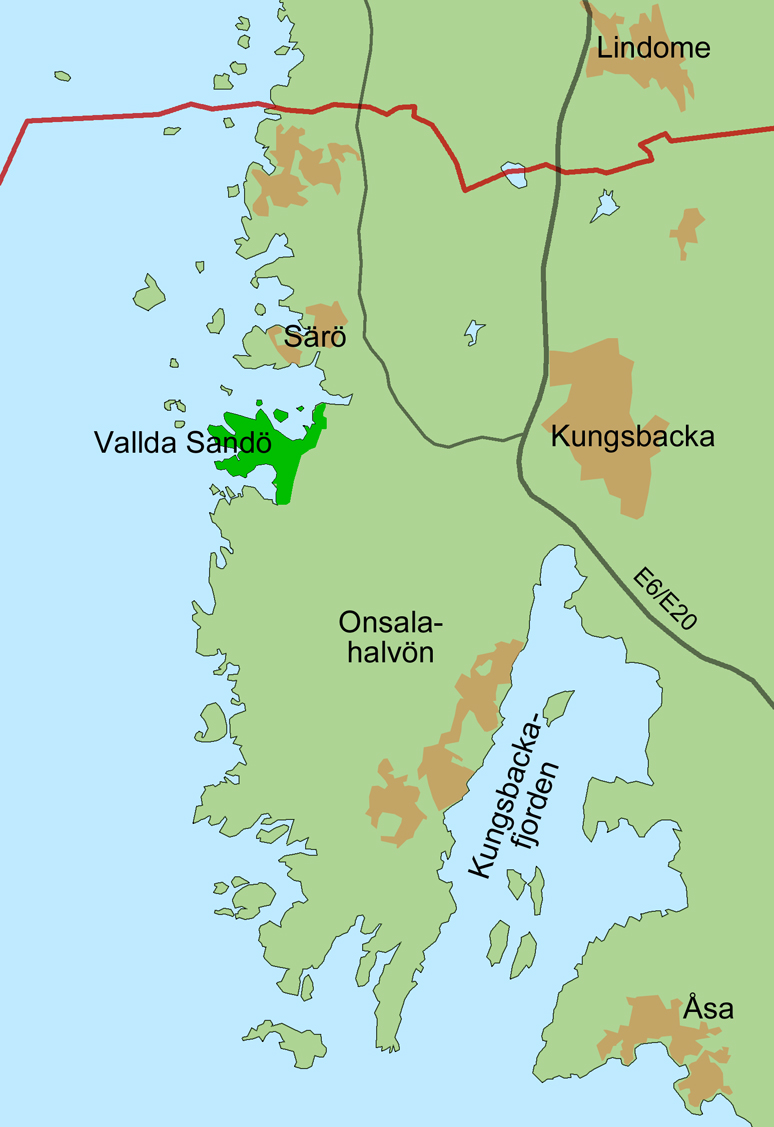
Mapa da Península de Onsala, destacando a Reserva Natural de Vallda Sandö

A Península de Onsala – em sueco Onsalahalvön -  é uma península na comuna de Kungsbacka, na província histórica da Halândia, no sul da Suécia.  As localidades situadas na península são: Onsala e Vallda. O Observatório Astronómico de Onsala está localizado nesta península. 

## Se även
- Onsala
- Observatório Astronómico de Onsala